# Calella (kommunhuvudort)
Calella är en kommunhuvudort i Spanien.   Den ligger i provinsen Província de Barcelona och regionen Katalonien, i den östra delen av landet, 500 km öster om huvudstaden Madrid. Calella ligger 15 meter över havet och antalet invånare är 18 627.
Terrängen runt Calella är kuperad åt nordväst, men söderut är den platt. Havet är nära Calella åt sydost.  Närmaste större samhälle är Mataró, 19,1 km väster om Calella. 